# Корисні копалини Зімбабве
Корисні копалини Зімбабве.

## Загальна характеристика
Країна багата на корисні копалини. 3імбабве має значні запаси кам. вугілля, хромових руд, азбесту, руд берилію, золота, літію, міді, танталу, корунду, магнезиту. Є родовища залізних, вольфрамових, олов'яних руд, апатиту, бариту, смарагдів, піриту, флюориту, кіаніту, мусковіту, вапняків, доломітів та інш. (табл. 1).
Таблиця 1. — Основні корисні копалини Зімбабве станом на 1998-1999 рр.
| Корисні копалини           | Запаси       | Запаси   | Вміст корисного компоненту в рудах, % | Частка у світі, % |
| Корисні копалини           | Підтверджені | Загальні | Вміст корисного компоненту в рудах, % | Частка у світі, % |
| Метали платинової групи, т | 594          |          | 4,2 г/т                               |                   |
| Алмази ювелірні, млн кар.  |              | 5,5      |                                       | 1,2               |
| Боксити, млн т             | 2            | 15       | 52 (Al2O3)                            |                   |
| Барит, тис. т              | 650          | 1000     | 80 (BaSO4)                            | 0,2               |
| Берилій, тис. т            | 2,5          | 27       | 0,15 (ВеО)                            | 1,1               |
| Вольфрам, тис. т           | 5            | 8        | 0,8 (WO3)                             | 0,2               |
| Залізні руди, млн т        | 160          | 438      | 55 (Fe)                               | 0,1               |
| Золото, т                  | 300          | 590      | 3,3 г/т                               | 0,6               |
| Кобальт, тис. т            | 13           | 13       | 0,05 (Со)                             | 0,2               |
| Мідь, тис. т               | 495          | 700      | 0,93 (Cu)                             | 0,1               |
| Нікель, тис. т             | 240          | 260      | 0,6 (Ni)                              | 0,5               |
| Олово, тис. т              | 20           | 30       | 0,25                                  |                   |
| Плавиковий шпат, млн т     | 0,18         | 0,25     | 55 (CaF2)                             | 0,1               |
| Свинець, тис. т            | 260          | 430      | 1,1 (Pb)                              | 0,2               |
| Срібло, т                  | 450          | 800      | 30 г/т                                | 0,1               |
| Стибій, тис. т             | 10           | 30       | 1,5 (Sb)                              | 0,2               |
| Пентоксид танталу, т       | 900          | 3000     | 0,05 (Ta2O5)                          | 1,17              |
| Вугілля, млн т             | 2500         | 8320     |                                       |                   |
| Апатити, млн т             | 8            | 9        | 16 (Р2О5)                             | 0,16              |
| Хромові руди, млн т        | 140          | 550      | 45 (Cr2O3)                            | 3,1               |
| Цинк, тис. т               | 910          | 1200     | 3,2 (Zn)                              | 0,3               |
| Уран, тис. т               | 1,8          | 1,8      | 0,6                                   | 0,1               |

## Окремі види корисних копалин
Вугілля. 3імбабве займає 2-е місце в Африці за запасами кам. вугілля. Родовища приурочені до світи Екка системи Карру. Вугілля — коксівне й енергетичне. Загальні запаси — 6610 млн т. Основний вугленосний басейн — Хванге (Уанкі) — Ентуба на північному заході країни (загальні запаси вугілля зольністю менше 12,8% 1151 млн т, зольністю понад 30% — 1623 млн т). Основні продуктивні пласти потужністю від 1,8-3,6 до 7-13 м. Теплота згоряння вугілля 31,7 МДж/кг. На південному сході ґрабена Замбезі знаходиться родовище бітумінозного та суббітумінозного вугілля Лубімбі з прогнозними запасами 20 млрд т (з них придатних для відкритої розробки 683 млн т) до глибини 500 м, потужність головного пласта 6 м. Крім того, в ґрабенах Лімпопо і Замбезі є понад 20 родов. вугілля із запасами 5-135 млн т.
Хром. Країна займає 3-є місце у світі (після ПАР і Казахстану) за ресурсами хромових руд — 966 млн т (1999). В Зімбабве зосереджено близько 6% світових ресурсів хрому. Основні запаси їх зосереджені у Великій Дайці (понад 10 горизонтів потужністю 5-70 см). Інша група родовищ приурочена до пластових тіл в зеленокам’яних комплексах систем Себаквай і Булавайо. Тут поклади хромових руд приурочені до жил, лінз, тіл неправильної форми; потужність рудних тіл 3-30 м. Руди високої якості (48-60% Cr2O3). Найбільші родовища цього типу Шуругві (Селукве), Мберенгва в районі Бухва та Машава.
Залізо. Родовища залізних руд (гематитових і магнетитових) приурочені до залізистих кварцитів системи Себаквай. Найбільші з них — Бухва (прогнозні запаси руд 3 млрд т, вміст Fe 40-42%) і Квекве (загальні запаси 200 млн т, вміст Fe 50-65%). Поклади магнетитових руд пов'язані також з кільцевими лужними комплексами, де магнетит складає дайки, жили і рудні тіла неправильної форми (родовище Чішанья,  47 млн т, вміст Fe 60%).
Боксити. Родовища низькосортних бокситів розташовані на сході країни і пов'язані з корами вивітрювання по ультраосновних породах, анортозитах і габро. Запаси бокситів поблизу оз. Коннемара понад 3 млн т (вміст ґібситу 43%). Родовища вольфрамових руд невеликі, належать до кварцово-жильного типу. Найбільше серед них — Бірдмор.
Золото. В 3імбабве відомо близько 3500 родовищ золота, які пов’язані з архейськими зеленокам’яними поясами і граніто-ґнейсами фундаменту. Найбільші родовища знаходяться в зонах Далні і Веніс з сумарними загальними запасами 1611 тис. т руди, вміст Au 10,2 г/т. Жильні кварцово-сульфідні родовища значно менші — Арктурус, Муріел і Мазое мають загальні запаси 316-576 тис. т руди, вміст Au 4-16 г/т. Деякі золоторудні родовища (Глоб-Фінікс) включають також стибій.
Мідь, срібло. Загальні запаси мідних руд — 600 тис. т при вмісті міді 0,6-1,4%. Більша частина родовищ мідних руд розташована на захід від м. Хараре. Родовища стратиформного типу з прожилково-вкрапленою мінералізацією локалізовані в карбонатно-теригенних відкладах систем Ломагунді (родовища Аляска, Шеклтон, Мхангура, Нора, Шамрок), Умкондо (родовище Умкондо) і Пірівірі (родовища Коппер-Куін і Коппер-Кінг, що містять також сфалерит, ґаленіт, арсенопірит). Найбільше стратиформне родовище — Мхангура (Мангула) з розвіданими запасами 14,8 млн т (Cu 1,27%); воно ж — головне джерело срібла.
Нікель. Загальні запаси нікелевих руд — 510 тис. т при вмісті металу 0,7-1,27%. Магматичні родовища нікелевих і мідно-нікелевих руд приурочені до пластових інтрузій основного і ультраосновного складу в архейських зеленокам’яних комплексах. Руди вкраплені або масивні сегрегаційні, для мідно-нікелевих родовищ співвідношення Ni:Cu=1:1, для нікелевих — (10-20):1. Найбільші нікелеві родовища — Шангані, Троджан, Епок, мідно-нікелеве — Емпресс. Руди локалізуються головним чином в серпентинітах.
Рідкісні метали. Родовища руд рідкісних металів (літію, берилію, танталу, ніобію, цезію) пов'язані з полями пегматитів серед зеленокам’яних порід системи Булавайо. Найбільші родовища — Бікіта і Бенсон. Руди цих родовищ включають лепідоліт, петаліт, сподумен, амблігоніт, евкриптит, полуцит, мікроліт, танталіт і симпсоніт. Тантало-ніобати містяться в розсипах, які супроводжують пегматитові родовища.
Платиноїди. За запасами платини і платиноїдів країна займає 3-є місце у світі. За прогнозними ресурсами МПГ Зімбабве займає 4-е місце у світі — 7-8 тис. т (після ПАР — 15-25 тис. т,  і США — 9-10 тис. т і Росії — 6-10 тис. т; у світі разом — 40-60 тис. т). Родовища належать до сульфід- и арсенідвмісних шарів Великої Дайки.
Апатити. Ресурси апатитів — 70 млн т. Розвідані поклади пов'язані з лужно-карбонатитовими кільцевими масивами Дорова (37 млн т, P2O5 6-8%), Шава, Чішанья.
Смарагд. На південному сході країни виявлені великі родовища смарагду — Сандавана, Мастард (Філабусі), Новелло (Ньянда), Шікванда (Бікіта) та ін.
У Зімбабве виявлені родовища різної нерудної індустріальної сировини: хризотил-азбесту, бариту, піриту, кіаніту, магнезиту, флюориту. Родовища нерудних будівельних матеріалів представлені вапняками (найбільші родовища цементних вапняків — Стернблік з запасами понад 10 млн т і Ламбурн — 4 млн т), доломітами (Дітл — 115 млн т; Русамбо — 100 млн т), вогнетривкими глинами (понад 35 млн т в пониззі р. Сабі).